# Klaus-Michael Nelte
Klaus-Michael Nelte (* 26. September 1958 in Aachen) ist ein Vizeadmiral a. D. der Deutschen Marine. Zuletzt war er von 2019 bis 2023 der Deutsche Militärische Vertreter im NATO-Militärausschuss und im Militärausschuss der Europäischen Union in Brüssel (Belgien).

## Militärische Laufbahn

### Ausbildung und erste Verwendungen
Nelte wurde als Offizieranwärter mit der Crew VII/77 in der Bundesmarine ausgebildet. Nach dem Studium der Wirtschafts- und Organisationswissenschaften an der Universität der Bundeswehr in Hamburg wurde er Marineflieger und wurde zum Waffensystemoffizier auf dem Tornado ausgebildet. Hier war er auch Einsatzstabsoffizier im Marinefliegergeschwader 1, bevor er von 1991 bis 1993 an der Admiralstabsausbildung an der Führungsakademie der Bundeswehr in Hamburg teilnahm.

### Dienst als Stabsoffizier
Nach absolvieren der Admiralstabsausbildung wurde Nelte als Staffelkapitän der 2. Staffel im Marinefliegergeschwader 2 eingesetzt. Es folgte eine Verwendung als Referent in der Abteilung M Air – Marineflieger im Flottenkommando in Glücksburg-Meierwik. Danach folgte eine Verwendung als Stellvertretender Kommodore im Marinefliegergeschwader 2. Im Anschluss folgte eine weitere Referentenverwendung in der Stabsabteilung Fü S VI (Planung) im Führungsstab der Streitkräfte in Bonn.
Im Oktober 2003 wurde Nelte als Head of Plans Branch Air Division und Dienstältester Deutscher Offizier zum  Allied Naval Forces North (NAVNORTH) der NATO in Northwood (Großbritannien) versetzt.
Es folgte 2005 bis 2007 eine ministerielle Verwendung als Referatsleiter im Planungsstab des Bundesministers der Verteidigung. Von 2007 bis 2010 wurde Nelte als Verbindungsoffizier beim Bundespräsidenten Horst Köhler eingesetzt.

### Dienst als Admiral
Im Jahr 2010 wurde Nelte, unter Beförderung zum Flottillenadmiral,  als Stellvertretender Militärischer Vertreter und Chef des Stabes beim Deutschen Militärischen Vertreter im NATO-Militärausschuss und der EU in Brüssel (Belgien), der Generalleutnante Roland Kather, bzw. Hans-Lothar Domröse eingesetzt. Ab dem 1. Oktober 2012 war er Vorsitzender der Arbeitsgruppe des Militärausschusses der EU.
Von 1. Mai 2013 bis 1. Juli 2019 war Nelte Leiter des Stabes Organisation und Revision im Bundesministerium der Verteidigung, Berlin. Hiermit verbunden war auch die Beförderung zum Konteradmiral. Er war unter anderem Prozessdirektor und als solcher für die formalisierten Prozesse in der Bundeswehr verantwortlich. Er unterstand direkt Staatssekretär Gerd Hoofe.
Im Juli 2019 wurde Nelte, unter Beförderung zum Vizeadmiral, Nachfolger von Generalleutnant Hans-Werner Wiermann als Deutscher Militärischer Vertreter im Military Committee der NATO und EU in Brüssel (Belgien). Ende September 2023 trat er in den altersbedingten Ruhestand ein.

## Werke
- Ernst-Christoph Meyer, Walter Huhn, Klaus-Michael Nelte: Wörterbuch zur Sicherheitspolitik – Deutschland in einem veränderten internationalen Umfeld. 7. Auflage, Mittler, Hamburg Berlin Bonn 2008